# Palla (romersk klädedräkt)

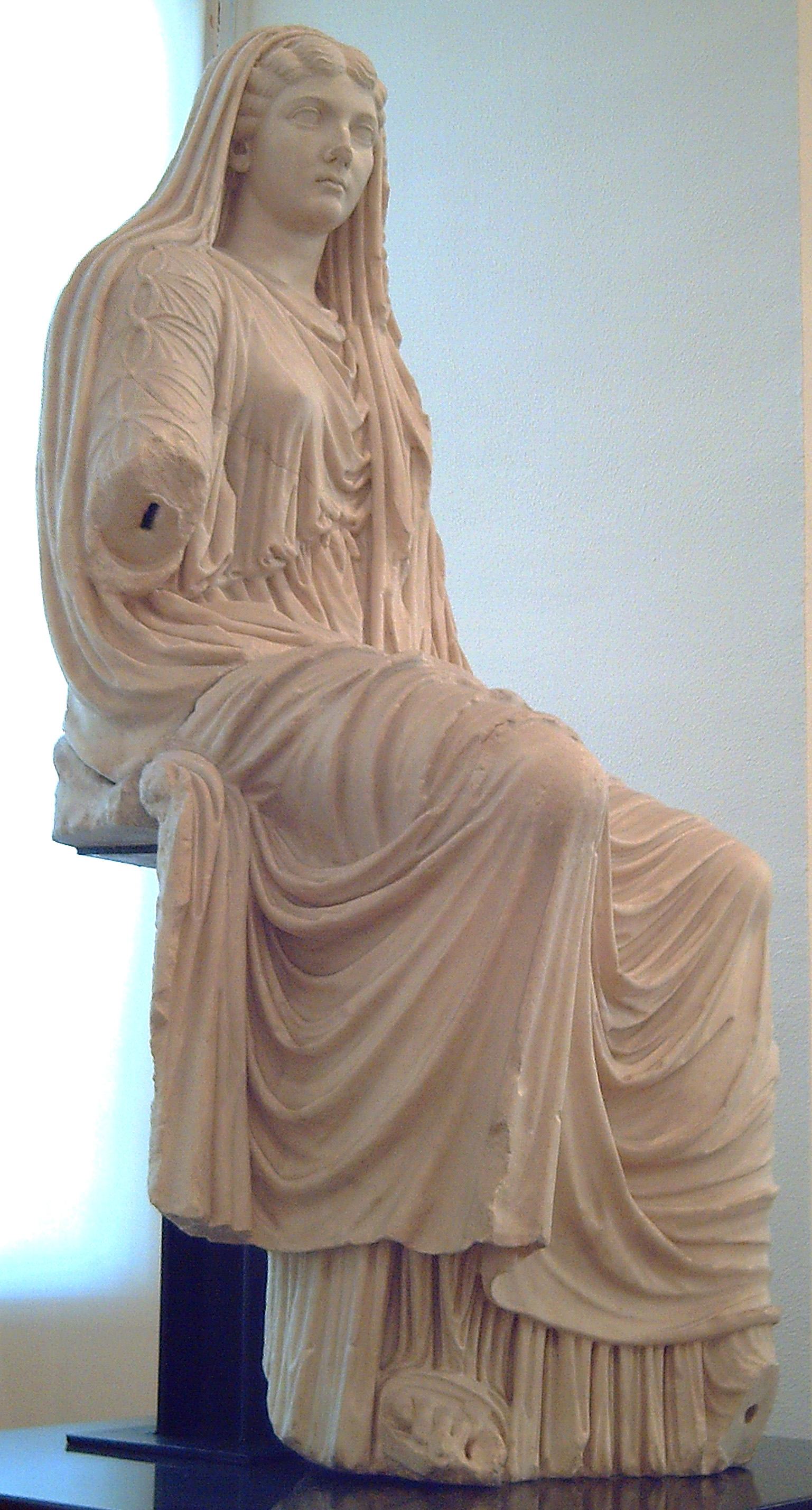
Kejsarinnan Livia i tunika under en stola och med en palla överst.

Palla var ett av plaggen i den romerska kvinnans traditionella klädedräkt.  Det utgjorde de yttre plagget i kvinnans tre klädlager, som bestod av tunika, stola och palla. 
Den romerska kvinnan bar innerst en fotsid tunika med ärmar. Över denna bars en fotsid stola utan ärmar, som fästes över axlarna och gärna med en gördel under bysten. Pallan var ett rektangulärt tygstycke som draperades om kroppen och fästes över en axel. Pallan bars främst som ett ytterplagg av en vuxen kvinna då hon lämnade huset, och en flik av pallan drogs då gärna över huvudet.